# Too Short
Тодд Энтони Шоу (англ. Todd Anthony Shaw, род. 28 апреля 1966 года, Лос-Анджелес, Калифорния, США), более известный под псевдонимом Too Short (стилизуется как Too $hort) — американский рэп-исполнитель в жанре хип-хоп.

## Биография
Ту Шорт родился в 1966 году, в Лос Анджелесе, затем переехал в Окленд, парень был маленького роста в подростковом возрасте. Около 1981 г. (в возрасте 14-15 лет) он стал участником в школьной группе и вместе со своим другом занимался своеобразным бизнесом создавая песни на заказ от своих ровестников.
В 1983 Тодд взял первый псевдоним Short Dog он выпустил несколько своих первых альбомов на лейбле «75 Girls», после чего стал популярным в своем городке. Альбом под названием Born To Mack стал золотым, так и началась его успешная карьера гангста-рэпера, он даже участвовал в гастролях с легендарной N.W.A.. Он выбрал себе образ некого «грязного сутенёра», при этом сам музыкант утверждает что некоторые специально подобранные сценические образы могут отличаться от его настоящей ежедневной личности, Тодд выпустил около 20 альбомов.
В 1990 появились слухи что артист был убит в притоне якобы получив пулю в голову, из-за этого он выпускает шуточный трек «Dead or Alive?», того же года он выпускает клип и песню «The Ghetto» которая быстро завоевала популярность и начала фигурировать на радио. В 1996 рэпер переехал в Атланту, где познакомился с продюсером под псевдонимом Lil-Jon. Тодд позже вернулся в Калифорнию, через два года он записал трек с Jay-Z который позвал его на запись вместо Scarface.
В 2009—2010 был записан с Е-40 сингл «Bitch» (как утверждает Тодд это слово с детства вертелось у него на языке). Ту Шорт не забросил карьеру и продолжает работать над музыкой в настоящее время на своём собственном лейбле Short Records.

## Дискография
- Don’t Stop Rappin’ (1983)
- Players (1987)
- Raw, Uncut & X-Rated (1987)
- Born to Mack (1987)
- Life Is…Too Short (1988)
- Short Dog’s in the House (1990)
- Shorty the Pimp (1992)
- Get in Where You Fit In (1993)
- Cocktails (1995)
- Gettin’ It (Album Number Ten) (1996)
- Can’t Stay Away (1999)
- You Nasty (2000)
- Chase the Cat (2001)
- What’s My Favorite Word? (2002)
- Married to the Game (2003)
- Blow the Whistle (2006)
- Get off the Stage (2007)
- Still Blowin’ (2010)
- No Trespassing (2012)
- The Pimp Tape (2018)
- The Vault (2019)